# Myroconger
Myroconger is een geslacht van straalvinnige vissen uit de familie van witte zeealen (Myrocongridae).

## Soorten
- Myroconger compressus Günther, 1870
- Myroconger gracilis Castle, 1991
- Myroconger nigrodentatus Castle & Béarez, 1995
- Myroconger prolixus Castle & Béarez, 1995
- Myroconger seychellensis Karmovskaya, 2006